# Zawisełcze
Zawisełcze – wieś w Polsce położona w województwie świętokrzyskim, w powiecie sandomierskim, w gminie Samborzec.
| SIMC    | Nazwa  | Rodzaj    |
| ------- | ------ | --------- |
| 0807257 | Błonie | część wsi |

W latach 1975–1998 miejscowość administracyjnie należała do województwa tarnobrzeskiego.

## Dawne części wsi – obiekty fizjograficzne
W latach 70. XX wieku przyporządkowano i opracowano spis lokalnych części integralnych dla Zawisełcza zawarty w tabeli 1.

| Nazwa wsi – miasta       | Nazwy części wsi – miasta | Nazwy obiektów fizjograficznych – charakter obiektu |
| ------------------------ | ------------------------- | --------------------------------------------------- |
| I. Gromada ANDRUSZKOWICE |                           |                                                     |
| 1. Zawisełcze            | 1. Błonie 2. Jatki        | 1. Błonie – pole, błonie                            |